# 鄭惠心
Ariel 鄭惠心（10月29日-），馬來西亞創作女歌手、醫生。祖籍廣東惠州，出生於馬來西亞砂拉越州古晉，5歲隨家人定居於吉隆坡，中學畢業後前往俄羅斯修讀醫學系，現於吉隆坡某醫院任全職醫生。

## 音樂生涯
鄭惠心9歲開始學習古典鋼琴，完成8級鋼琴考試。中學時期參加華樂團學二胡，後亦受哥哥影響，自學吉他。16歲開始嘗試詞曲創作。19歲那年來到嚴寒的俄羅斯庫爾斯克求學，曾在庫城參與大小演出，也與好友組成樂團代表大學參與「春天音樂州際比賽」，獲得亞軍。
2009年，獲周金亮賞識，簽約發行第一張EP專輯《二樓陽台》。（音樂通勝發行）
2010年，獲娛協獎提名，暑假返馬參與娛協獎系列活動。
2012年，回到馬來西亞並開始在醫院工作，持續創作。
2016年，發行第二張EP專輯《漫遊症》，由滾石唱片（馬來西亞）發行，主打歌曲《等待奇蹟》。

## 家庭背景
父親鄭浩千是馬來西亞書畫家、中央藝術研究院院長；母親陳佩英為前藝苑服裝學院院長；兄長鄭少碩為工業設計師、現代派水墨畫家；姐鄭淳心修習整體醫學。